# Pictured Life: All The Best
Pictured Life: All The Best es un álbum recopilatorio de la banda de hard rock y heavy metal Scorpions, publicado en 2000 a través de BMG Music. Contiene solo canciones de los discos Fly to the Rainbow (1974), In Trance (1975) y Virgin Killer (1976).

## Lista de canciones
| N.º | Título                | Escritor(es)                     | Duración |  |
| 1.  | «In Trance»           | Rudolf Schenker, Klaus Meine     | 4:43     |  |
| 2.  | «Pictured Life»       | Schenker, Meine, Uli Jon Roth    | 3:23     |  |
| 3.  | «Speedy's Coming»     | Schenker, Meine                  | 3:35     |  |
| 4.  | «In Your Park»        | Schenker, Meine                  | 3:39     |  |
| 5.  | «Life's Like a River» | Schenker, Meine, Corina Fortmann | 3:50     |  |
| 6.  | «Backstage Queen»     | Schenker, Meine                  | 3:12     |  |
| 7.  | «Drifting Sun»        | Roth                             | 7:41     |  |
| 8.  | «Living and Dying»    | Schenker, Meine                  | 3:20     |  |
| 9.  | «Virgin Killer»       | Roth                             | 3:43     |  |
| 10. | «Top of the Bill»     | Schenker, Meine                  | 3:24     |  |
| 11. | «Far Away»            | Schenker, Meine                  | 5:38     |  |
| 12. | «Fly People Fly»      | Schenker, Meine                  | 5:03     |  |
| 13. | «Sun in my Hand»      | Roth                             | 4:21     |  |
| 14. | «Catch Your Train»    | Schenker, Meine                  | 3:35     |  |
| 15. | «Crying Days»         | Schenker, Meine                  | 4:38     |  |
| 16. | «Yellow Raven»        | Roth                             | 5:01     |  |